# Klischkiwzi
Klischkiwzi (ukrainisch Клішківці; russisch Клишковцы Klischkowzy, rumänisch Clișcăuți) ist ein Dorf in der ukrainischen Oblast Tscherniwzi mit etwa 6500 Einwohnern (2001).
Das 1434 erstmals schriftliche erwähnte Dorf liegt in Bessarabien am Ufer des 19 km langen Flusses Daniwka (Данівка), einem linken Nebenfluss des 42 km langen Rynhatsch (Рингач), der wiederum ein linker Nebenfluss des Pruth ist.
Klischkiwzi befindet sich 38 km nordöstlich der Oblasthauptstadt Czernowitz und 25 km südwestlich vom ehemaligen Rajonzentrum Chotyn. Am Ort vorbei führt in Nord-Süd-Richtung die Territorialstraße T–26–21 und in Ost-West-Richtung die T–26–03.
Am 12. August 2015 wurde das Dorf zum Zentrum der neu gegründeten Landgemeinde Klischkiwzi (Клішковецька сільська громада/Klischkowezka silska hromada). Zu dieser zählen auch die 11 in der untenstehenden Tabelle aufgelistetenen Dörfer im Rajon Chotyn; bis dahin bildete es zusammen mit den Dörfern Mlynky (Млинки) und Poljana (Поляна) die Landratsgemeinde Klischkiwzi (Клішковецька сільська рада/Klischkowezka silska rada).
Seit dem 17. Juli 2020 ist der Ort ein Teil des Rajons Dnister.
Folgende Orte sind neben dem Hauptort Klischkiwzi Teil der Gemeinde:
| Name                     | Name        | Name                         | Name             |
| ukrainisch transkribiert | ukrainisch  | russisch                     | rumänisch        |
| ------------------------ | ----------- | ---------------------------- | ---------------- |
| Blyschtschad             | Блищадь     | Блищадь (Blischtschad)       | Blișciadi        |
| Hrynjatschka             | Гринячка    | Гринячка (Grinjatschka)      | Hrineaca         |
| Korneschty               | Корнешти    | Корнешты                     | Cornești         |
| Malynzi                  | Малинці     | Малинцы (Malinzy)            | Malinți, Mălineț |
| Mlynky                   | Млинки      | Меленки (Melenki)            | Mlinchi          |
| Perebykiwzi              | Перебиківці | Перебыковцы (Perebykowzy)    | Perebicăuți      |
| Poljana                  | Поляна      | Поляна                       | Poiana, Polana   |
| Ruchotyn                 | Рухотин     | Рухотин (Ruchotin)           | Ruhotin          |
| Sankiwzi                 | Санківці    | Санковцы (Sankowzy)          | Săncăuți         |
| Schyliwzi                | Шилівці     | Шиловцы (Schilowzy)          | Șilăuți          |
| Selena Lypa              | Зелена Липа | Зеленая Липа (Selenaja Lipa) | -                |

## Söhne und Töchter des Dorfes
- Leonid Kadenjuk (1951–2018), Raumfahrer